# Форт Рамнагар
Форт Рамнагар расположен на противоположном от города Варанаси берегу Ганга. От города к крепости и окружающему её одноимённому городку протянут понтонный мост.
Форт был построен в первой четверти XVIII века раджой Балвант Сингхом в качестве резиденции правителей области Бенарес, известных под титулом Каши Нареш.
В Империи Великих Моголов Варанаси являлся одной из важных провинций. В XVIII веке империя вошла в фазу дезинтеграции, и в правление императора Мохаммеда Шаха амбициозный сын крупного землевладельца, Балвант Сингх, принял титул махараджи Бенареса, или Каши Нареш. При этом он признавал верховную власть наваба Авадха, который, в свою очередь, номинально подчинялся могольскому императору в Дели. Махараджи Варанаси стремились к укреплению своей власти в регионе до 1775 г., когда наваб Асаф-уд-Даула был вынужден передать Варанаси британской Ост-Индской компании.
В 1910 г. Бенарес получил статус самостоятельного штата со столицей в Рамнагаре, и когда Индия получила независимость в 1947 г., Бенарес присоединился к Индийскому Союзу.
Крепость Рамнагар выстроена из светлого песчаника в типичном могольском стиле с резными балконами, живописными павильонами.
В крепостной черте расположен индуистский храм Вьясы. По преданию, на этом месте мудрец обитал после того, как Шива изгнал его из Варанаси.
Часть крепостных сооружений используется в качестве исторического музея, в котором представлены оружие, предметы быта королевской семьи. В музее также хранятся коллекция редких рукописей, одна из которых принадлежит перу Тулсидаса. Многие книги проиллюстрированы миниатюрами в могольском стиле.
Часть форта используется в личных целях королевской семьей и закрыта для посещения туристами.